# Genoplesium firthii
Genoplesium firthii là một loài thực vật có hoa trong họ Lan. Loài này được (Cady) D.L.Jones mô tả khoa học đầu tiên năm 1998.